# Natsuzora Hanabi
Singles de PASSPO☆
Next Flight
(13 juin 2012) WING
(3 octobre 2012)
Natsuzora Hanabi est le 5e single "major" et 9e single au total du groupe de rock japonais PASSPO☆.

## Présentation
Le single est sorti le 15 août 2012 au Japon sous le label Universal J, et atteint la 5e place du classement des ventes de l'oricon le jour de sa sortie. 
Il sort dans deux éditions, chacune avec une pochette illustrée différemment. 
Une édition normale dite "disque classe économique" (エコノミークラス盤, economy class ban) comporte seulement un CD et une édition limitée dite "disque première classe" (ファーストクラス盤, first class ban) accompagnée d'un DVD supplémentaire.

## Membres
- Ai Negishi
- Yukimi Fujimoto
- Makoto Okunaka
- Natsumi Iwamura
- Mio Masui
- Shiori Mori
- Sako Makita
- Naomi Anzai
- Anna Tamai

## Titres
CD (toutes éditions)
1. Natsuzora HANABI
2. Dear My Friends
3. Natsuzora HANABI (instrumental)
4. Dear My Friends (instrumental)

DVD de l'édition First Class
1. Natsuzora HANABI (Music Video)